# Уругвай на летних Олимпийских играх 1984
Уругвай принимал участие в Летних Олимпийских играх 1984 года в Лос-Анджелесе (США) в тринадцатый раз за свою историю, пропустив Летние Олимпийские игры 1980 года, но не завоевал ни одной медали. Сборную страны представляла одна женщина.